# 愛媛県民主医療機関連合会
愛媛県民主医療機関連合会（えひめけんみんしゅいりょうきかんれんごうかい）は、愛媛県における全日本民主医療機関連合会(民医連)の地方組織。略称は愛媛民医連。

## 概要
愛媛県における民医連の広がり
1952年9月、新居浜市で医療保険をもたない日雇労働者・商人・農民・市民・在日朝鮮人などが中心に医療生協の設立を展望しつつ、民家の一部を借りて診療所（後の新居浜健康生協）を開設した。その後1960年1月、松山市で生活と健康を守る会の運動のなかで、中予診療所（後の中予医療生協）を開設。伊予市では人家を間借りして1965年11月中小企業労働者・生活困窮者が中心となり伊予診療所（伊予医療生協）を開設。
この３診療所はその後、誰もが安心の差別のない医療をめざし、新居浜では苦難を克服して新居浜協立病院に発展。中予診療所・伊予診療所も有床化を実現した。その後の課題として愛媛における民主的な医療と保健予防の一端を担うため、医師・医療スタッフの充実を図ること、施設の拡充、医療生協組合員の拡大が求められた。そして将来の展望を明らかにする計画が必要であることを確認し、第一次5ヵ年計画を策定。
その第一に、松山にセンター病院を建設すること、そのために三つの生協を合併させる討議を重ねた結果、1981年4月愛媛医療生協が設立。その後、5ヵ年計画に沿った計画が着実に進められ保健・医療・福祉の総合的な活動、安心して住み続けられるまちづくり運動を進めている。

## 加盟法人
(この節の出典)
- 愛媛医療生活協同組合 - 松山市来住町1091-1
  - 愛媛生協病院 - 松山市来住町1091-1
  - 新居浜協立病院 - 新居浜市若水町1-7-45
- 株式会社 えひめ保健企画(薬局法人) - 松山市来住町1100-1